# 浅暮三文
浅暮 三文（あさぐれ みつふみ、1959年3月21日 -）は日本の作家、推理作家、SF作家。ペンネームは「早起きは三文の徳」から。日本推理作家協会、本格ミステリ作家クラブ、各会員。

## 概要
兵庫県西宮市生まれ。関西大学経済学部（国際金融論専攻）卒業後、コピーライターを経て、森下一仁の小説教室「空想小説ワークショップ」で学び、メタフィクション的な異世界ファンタジー『ダブ（エ）ストン街道』でメフィスト賞を受賞してデビュー。コピーライター時代も複数回の広告賞受賞歴があるが、デビュー後まもなく廃業した。
以降はミステリ系の小説を主に執筆。2003年『石の中の蜘蛛』で、第56回日本推理作家協会賞を受賞。奇想小説を愛しているため、授賞式の挨拶では「これからも、バーセルミやスラデックのような小説を書いていきたいと思います」と語り、審査員たちを唖然とさせた。なお、その挨拶にも登場した奇想作家ジョン・スラデックについて「体育会系作家である」という奇説を唱えている。
『カニスの血を嗣ぐ』で「嗅覚」、『左眼を忘れた男』で「視覚」、『石の中の蜘蛛』で「聴覚」、『針』で「皮膚感覚」、『錆びたブルー』では「第六感覚」、『ポルトガルの四月』では「味覚」と、「五感」をテーマにした奇想小説を連続して刊行している。またシリーズ総括編として、「ある事件を5つの語感でながめる」という作品を構想中だったが、2010年『五感集』として刊行。
その他にも、エルサレムという街自身を主人公にした『似非エルサレム記』や、奇想小説ばかりを集めた短編集『実験小説ぬ』『ぽんこつ喜劇』のような、前衛的な小説も発表。その一方で、作風としては比較的おとなしめの一般的なミステリ、ライトノベル、ファンタジー、自伝的普通小説等も執筆している。
2006年には青春ファンタジー『10センチの空』が中学校向け国語の教科書に採用された。
趣味は釣りで、釣りについての著書も刊行している。また、自身も生徒だった空想小説ワークショップの講師もつとめる。

## 作品リスト

### 単著

#### ラストホープシリーズ
- ラストホープ（2004年6月 創元推理文庫）
- 再びラストホープ パリと悪党たち（2010年8月 創元推理文庫）

#### 刑事課・亜坂誠 事件ファイルシリーズ
- 百匹の踊る猫 刑事課・亜坂誠 事件ファイル001（2015年12月 集英社文庫）
- 無敵犯 刑事課・亜坂誠 事件ファイル101（2016年12月 集英社文庫）

#### セブンシリーズ
- セブン 秋葉原から消えた少女（2016年12月 光文社文庫）
- セブン opus2 古い街の密かな死（2017年1月 光文社文庫）

#### 困った死体シリーズ
- 困った死体（2018年12月 集英社文庫）
- 困った死体は瞑らない（2020年3月 集英社文庫）

#### その他の小説
- ダブ（エ）ストン街道（1998年8月 講談社 / 2003年10月 講談社文庫）
- カニスの血を嗣ぐ（1999年8月 講談社ノベルス）
- 夜聖の少年（2000年12月 徳間デュアル文庫）
- 左眼を忘れた男 I wanna see you（2002年3月 講談社ノベルス）
- 石の中の蜘蛛（2002年6月 集英社 / 2005年3月 集英社文庫）
- 殺しも鯖もMで始まる（2002年12月 講談社ノベルス）
- 似非エルサレム記（2003年7月 集英社）
- 10センチの空（2003年12月 徳間書店 / 2010年8月 徳間文庫）
- 針（2004年1月 ハヤカワSFシリーズ Jコレクション）
- 嘘猫（2004年9月 光文社文庫）
- 悪夢はダブルでやってくる（2005年1月 小学館）
- 実験小説ぬ 傑作短編集（2005年7月 光文社文庫）
- 錆びたブルー（2006年4月 角川春樹事務所）
- ポケットは犯罪のために 武蔵野クライムストーリー（2006年10月 講談社ノベルス）
- 異人類白書（2007年8月 ポプラ社）
- 夜を買いましょう（2007年10月 集英社文庫）
- クリスマスにさようなら（2007年11月 徳間書店 / 2010年12月 徳間文庫）
- 広告放浪記（2008年3月 ポプラ社）
- ぽんこつ喜劇（2008年12月 光文社）
- ポルトガルの四月（2009年2月 ハヤカワ・ミステリワールド）
- 五感集（2010年8月 講談社）
- やや野球ども（2011年12月 角川書店）
- ロック、そして銃弾 私立警官・音場良（2017年6月 徳間文庫）
- 誘拐犯はカラスが知っている 天才動物行動学者 白井旗男（2018年2月 新潮文庫）
- 我が尻よ、高らかに謳え、愛の唄を（2022年5月 河出文庫）

#### エッセイ
- ペートリ・ハイル！ あるいは妻を騙して釣りに行く方法（2006年6月 牧野出版）
- おつまミステリー（2019年6月 柏書房）
- 七転びなのに八起きできるわけ（2021年9月 柏書房）

### アンソロジー
「」内が浅暮三文の作品

#### 異形コレクション
- 玩具館（2001年9月 光文社文庫）「喇叭」
- マスカレード（2002年1月 光文社文庫）「カヴス・カヴス」
- 恐怖症（2002年5月 光文社文庫）「遠い」
- 酒の夜語り（2002年12月 光文社文庫）「小さな三つの言葉」
- 夏のグランドホテル（2003年6月 光文社文庫）「お薬師様」
- 教室（2003年9月 光文社文庫）「帽子の男」
- アジアン怪綺（2003年12月 光文社文庫）「雨」
- 蒐集家（2004年8月 光文社文庫）「參」
- 闇電話（2006年5月 光文社文庫）「よくある出来事」
- ひとにぎりの異形（2007年12月 光文社文庫）「渋谷ニ馬鹿ヲ見ル之詩」
- 喜劇綺劇（2006年5月 光文社文庫）「エレファント・ジョーク」
- 物語のルミナリエ（2004年8月 光文社文庫）「夏が終わる星」

#### その他
- 黄昏ホテル（2004年11月 小学館）「インヴィテイション」
- 本格ミステリ06 2006年本格短編ベスト・セレクション（2006年5月 講談社ノベルス）「Ｊ・サーバーを読んでいた男」
  - 【改題】珍しい物語のつくり方 本格短編ベスト・セレクション（2010年1月 講談社文庫）
- 午前零時（2007年6月 新潮社）「悪魔の背中」
  - 【改題】午前零時 P.S.昨日の私へ（2009年11月 新潮文庫）
- ハナシをノベル!! 花見の巻（2007年11月 講談社）「動物記」
- 逆想コンチェルト 奏の1 イラスト先行・競作アンソロジー Inspired by Yoshimi Moriyama's Illustrations（2010年6月 徳間書店）「新宝島」
- NOVA 3 書き下ろし日本SFコレクション（2010年12月 河出文庫）「ギリシア小文字の誕生」